# 冬の巨人
『冬の巨人』（ふゆのきょじん）は、古橋秀之による日本のライトノベル。イラストは藤城陽が担当。徳間デュアル文庫刊。後にイラスト無しで富士見L文庫より復刊された。

## 概要
終わらない冬の世界を歩く巨人と、その背に都市を造り生きる人間たち。その都市の片隅で貧しく暮らす少年オーリャが、光り輝く少女レーナと出会い、自らの生きる世界のあり方を垣間見る物語。
御伽噺や童話を髣髴とさせる幻想的な世界観でいて、著者の持ち味である薄暗い雰囲気も含んでいる。作品の根幹にあるテーマが「世界からの脱出」であるため、著者の『ブライトライツ・ホーリーランド』と比較されることが多い。
最初の刊行予定日からおおよそ1年ほど刊行が遅れた経緯がある。

## ストーリー
果てなく続く冬の世界を歩き続ける巨人『ミール』。その背に作られた都市。主人公のオーリャはミールの片隅に暮らす14歳の少年。寿命が近づき、日に日に弱っていくミール。空で出会った謎の少女。終わりゆく世界で少年オーリャにできることはなにか……

## 登場人物
オーリャ
14歳の少年。橋梁神学院の初等科を卒業し、ディエーニン教授の助手を務める。母親を亡くしており、猫のアンドリューシャと暮らしている。「オーリャ」は愛称で、本名は「オレグ」。
ディエーニン
神学院の教授。巨人「ミール」やその外界を長年研究している。
ウーチシチ
神学院の上級教士。
ブニコフ
神学院の助教授。ディエーニン教授と研究を進めている。
ザヴォーティン
ミールの市政議会で最も有力な議員で、ディエーニン教授の後援者。
ジェーニャ
ザヴォーティンの娘。神学院の中等科に通っている。「ジェーニャ」は愛称で、フルネームは「エフゲーニヤ・コンスタンティナ・ザヴォーティナ」。
ボロディン
ザヴォーティン家の使用人。
レーナ
オーリャがミール上空で出会った不思議な少女。「レーナ」の名は、オーリャが付けた。

## 既刊一覧
古橋秀之、徳間書店〈徳間デュアル文庫〉、全1冊
- 『冬の巨人』、2007年4月10日発行 ISBN 978-4-19-905157-9

古橋秀之、富士見書房〈富士見L文庫〉、全1冊
- 『冬の巨人』、2014年7月10日発行 ISBN 978-4-04-070243-8